# Rue Gervais-Laurent
La rue Gervais-Laurent est une ancienne rue de Paris, aujourd'hui disparue.

## Situation
Elle était située quartier de la Cité, sur l'île de la Cité, et a disparu lors de la reconstruction du marché aux fleurs dans les années 1860.

## Origine du nom
La rue porte le nom d'un particulier.

## Historique
On trouve référence de cette rue en 1248 et 1250 sous la forme « Gervais-Loorant » et « Leorens ». Elle reliait à l'origine la rue Saint-Pierre-des-Arcis, qui longeait l'église Saint-Pierre-des-Arcis, à la rue de la Lanterne (devenue rue de la Cité depuis 1834).
Elle est citée sous le nom de « rue Gervais Laurens », dans un manuscrit de 1636.
En 1702, la rue, qui fait partie du quartier de la Cité, possède 14 maisons et 7 lanternes.
Juste avant la Révolution française, elle faisait partie de la paroisse Sainte-Croix, sauf quelques maisons à l'angle nord-ouest avec la rue de la Lanterne, qui appartenaient à la paroisse Sainte-Madeleine.
La rue du Marché-aux-Fleurs est ouverte en 1812 à l'emplacement de l'ancienne église Saint-Pierre et la rue Gervais-Laurent est connectée avec ce nouvel axe.
La rue est détruite en avril-mai 1866 pour aménager l'actuel marché aux fleurs, inauguré en 1873,.